# Championnat de Suisse de football 1910-1911
Navigation
Édition précédente Édition suivante
La 14e édition du championnat de Suisse de football est remportée par le BSC Young Boys.
Le FC Zurich et le Servette FC complètent le podium. 
Le championnat est divisé en trois groupes régionaux. Le FC Brühl Saint-Gall, le FC Genève et le Montreux-Narcisse entrent dans ce championnat à 21 clubs, le Grasshopper-Club Zurich s'étant désisté. Les premiers de chaque groupe sont qualifiés pour la phase finale décidant du champion. Aucun club n'est promu ni relégué à l'issue de ce championnat.

## Les clubs de l'édition 1910-1911
| Club                     | Ville             |
| ------------------------ | ----------------- |
| BSC Old Boys             | Bâle              |
| BSC Young Boys           | Berne             |
| Cantonal Neuchâtel       | Neuchâtel         |
| Étoile La Chaux-de-Fonds | La Chaux-de-Fonds |
| FC Aarau                 | Aarau             |
| FC Baden                 | Baden             |
| FC Bâle                  | Bâle              |
| FC Berne                 | Berne             |
| FC Biel-Bienne           | Bienne            |
| FC Brühl Saint-Gall      | Saint-Gall        |
| FC Genève                | Genève            |
| FC La Chaux-de-Fonds     | La Chaux-de-Fonds |
| FC Lucerne               | Lucerne           |
| FC Saint-Gall            | Saint-Gall        |
| FC Stella Fribourg       | Fribourg          |
| FC Winterthur            | Winterthour       |
| FC Zurich                | Zurich            |
| Montriond Lausanne       | Lausanne          |
| Montreux-Narcisse        | Montreux          |
| Servette FC              | Genève            |
| Young Fellows Zurich     | Zurich            |

## Compétition

### Classements
Le classement est établi sur le barème de points classique (victoire à 2 points, match nul à 1, défaite à 0).

#### Groupe Ouest
| Rang | Équipe                   | Pts | J  | G | N | P  | Bp | Bc | Diff |
| ---- | ------------------------ | --- | -- | - | - | -- | -- | -- | ---- |
| 1    | Servette FC              | 19  | 12 | 8 | 3 | 1  | 58 | 18 | +40  |
| -    | Cantonal Neuchâtel       | 19  | 12 | 8 | 3 | 1  | 54 | 26 | +28  |
| 3    | Montriond Lausanne       | 14  | 12 | 5 | 4 | 3  | 34 | 35 | -1   |
| 4    | FC La Chaux-de-Fonds     | 13  | 12 | 5 | 3 | 4  | 34 | 30 | +4   |
| 5    | Étoile La Chaux-de-Fonds | 11  | 12 | 5 | 1 | 6  | 30 | 33 | -3   |
| 6    | Montreux-Narcisse        | 4   | 12 | 2 | 0 | 10 | 23 | 53 | -30  |
| -    | FC Genève                | 4   | 12 | 1 | 2 | 9  | 19 | 57 | -38  |

|  | Barrages de phase finale |

Barrages de phase finale
Un match de barrage entre les deux coleaders du classement est joué pour l'obtention de la place en phase finale.
| Équipe 1    | Résultat | Équipe 2           |
| ----------- | -------- | ------------------ |
| Servette FC | 11 - 1   | Cantonal Neuchâtel |

|  | Qualification pour la phase finale |

#### Groupe Centre
| Rang | Équipe          | Pts | J  | G  | N | P  | Bp | Bc | Diff |
| ---- | --------------- | --- | -- | -- | - | -- | -- | -- | ---- |
| 1    | BSC Young Boys  | 22  | 12 | 10 | 2 | 0  | 45 | 10 | +35  |
| 2    | FC Aarau        | 20  | 12 | 10 | 0 | 2  | 52 | 16 | +36  |
| 3    | FC Bâle         | 11  | 12 | 5  | 1 | 6  | 32 | 36 | -4   |
| -    | FC Biel         | 11  | 12 | 4  | 3 | 5  | 28 | 39 | -11  |
| 5    | FC Berne        | 9   | 12 | 4  | 1 | 7  | 22 | 29 | -7   |
| 6    | BSC Old Boys    | 7   | 12 | 2  | 3 | 7  | 27 | 42 | -15  |
| 7    | Stella Fribourg | 4   | 12 | 2  | 0 | 10 | 17 | 51 | -34  |

|  | Qualification pour la phase finale |

#### Groupe Est
| Rang | Équipe               | Pts | J  | G | N | P  | Bp | Bc | Diff |
| ---- | -------------------- | --- | -- | - | - | -- | -- | -- | ---- |
| 1    | FC Zurich            | 21  | 12 | 9 | 3 | 0  | 49 | 22 | +27  |
| -    | FC Winterthur        | 21  | 12 | 9 | 3 | 0  | 41 | 8  | +33  |
| 3    | FC Saint-Gall        | 14  | 12 | 7 | 0 | 5  | 46 | 22 | +24  |
| 4    | FC Brühl Saint-Gall  | 12  | 12 | 5 | 2 | 5  | 31 | 30 | +1   |
| 5    | Young Fellows Zurich | 10  | 12 | 5 | 0 | 7  | 25 | 35 | -10  |
| 6    | FC Baden             | 4   | 12 | 2 | 0 | 10 | 10 | 39 | -29  |
| 7    | FC Lucerne           | 2   | 12 | 1 | 0 | 11 | 6  | 52 | -46  |

|  | Barrages de phase finale |

Barrages de phase finale
Un match de barrage entre les deux coleaders du classement est joué pour l'obtention de la place en phase finale.
| Équipe 1  | Résultat | Équipe 2      |
| --------- | -------- | ------------- |
| FC Zurich | 1 - 0    | FC Winterthur |

|  | Qualification pour la phase finale |

#### Phase finale
Matchs
| Équipe 1       | Résultat | Équipe 2    | Date         | Lieu     |
| -------------- | -------- | ----------- | ------------ | -------- |
| FC Zurich      | 2 - 1    | Servette FC | 14 mai 1911  | Berne    |
| BSC Young Boys | 4 - 1    | Servette FC | 28 mai 1911  | Lausanne |
| BSC Young Boys | 1 - 1    | FC Zurich   | 11 juin 1911 | Bâle     |

Classement
| Rang | Équipe         | Pts | J | G | N | P | Bp | Bc | Diff |
| ---- | -------------- | --- | - | - | - | - | -- | -- | ---- |
| 1    | BSC Young Boys | 4   | 2 | 2 | 0 | 0 | 5  | 1  | +4   |
| 2    | FC Zurich      | 2   | 2 | 1 | 0 | 1 | 2  | 2  | 0    |
| -    | Servette FC    | 2   | 2 | 1 | 0 | 1 | 2  | 6  | -4   |

|  | Champion de Suisse |

## Bilan de la saison
| Tableau d'Honneur                 |                |
| Compétition                       | Vainqueur      |
| Championnat de Suisse de football | BSC Young Boys |
| Coupe de Suisse de football       | BSC Young Boys |

| Promotions et relégations |       |
| Promus                    | Aucun |
| Relégués                  | Aucun |